# Guerrero (metropolitana di Città del Messico)
Guerrero è situata sulle linee 3 e B della metropolitana di Città del Messico. Deve il suo nome alla colonia (quartiere) in cui è ubicata, che a sua volta prende il nome del generale Vicente Guerrero, eroe della guerra d'indipendenza messicana e secondo presidente del Messico.
La stazione fu inaugurata il 20 novembre del 1970 sulla linea 3, mentre il 15 dicembre del 1999 fu aperta al traffico della linea B.